# Urbanowe Turnie
Urbanowe Turnie (słow. Dromedárov chrbát, Urbanove veže) – grupa pięciu wybitnych turni znajdujących się w bocznej grani Tatr Wysokich odchodzącej od Małego Gerlacha na południowy zachód, w słowackich Tatrach. Znajdują się pomiędzy Małym Gerlachem, oddzielone od niego Przełączką pod Małym Gerlachem, a Urbanową Czubą, oddzieloną Urbanową Szczerbiną. Urbanowe Turnie nie mają oddzielnych nazw, są oznaczane cyframi od I do V. Najwyższa z nich, niepomierzona podobnie jak reszta, to Urbanowa Turnia V.
Obiekty w grani Urbanowych Turni w kolejności od południa:
- Urbanowa Turnia I,
- Skrajna Urbanowa Ławka (Predná Urbanova lávka),
- Urbanowa Turnia II,
- Pośrednia Urbanowa Ławka (Prostredná Urbanova lávka),
- Urbanowa Turnia III,
- Zadnia Urbanowa Ławka (Zadná Urbanova lávka),
- Urbanowa Turnia IV,
- Urbanowa Przełęcz (Urbanovo sedlo),
- Urbanowa Turnia V.

Na żaden z obiektów nie prowadzą znakowane szlaki turystyczne, są dostępne jedynie dla taterników.
Urbanowe Turnie były od dawna znane myśliwym, którzy polowali w tych okolicach. Omijali oni wierzchołki, przechodzili jedynie granią. Pierwsi przewodnicy chadzali z klientami na Gerlach właśnie przez grań tychże turni.
Nazwa Urbanowych Turni, jak i innych okolicznych obiektów, została nadana na cześć Martina Spitzkopfa-Urbana. Był to spiski myśliwy, młynarz ze wsi Stara Leśna, a potem także przewodnik. W 1834 r. dokonał pierwszego wejścia na główny wierzchołek Gerlacha wraz z Johannem Stillem i towarzyszami.
Pierwszego wejścia turystycznego na wszystkie wierzchołki Urbanowych Turni dokonali Wincenty Birkenmajer, Jan Kazimierz Dorawski i Jan Alfred Szczepański 6 lipca 1930 r.